# Plan (Darstellung)

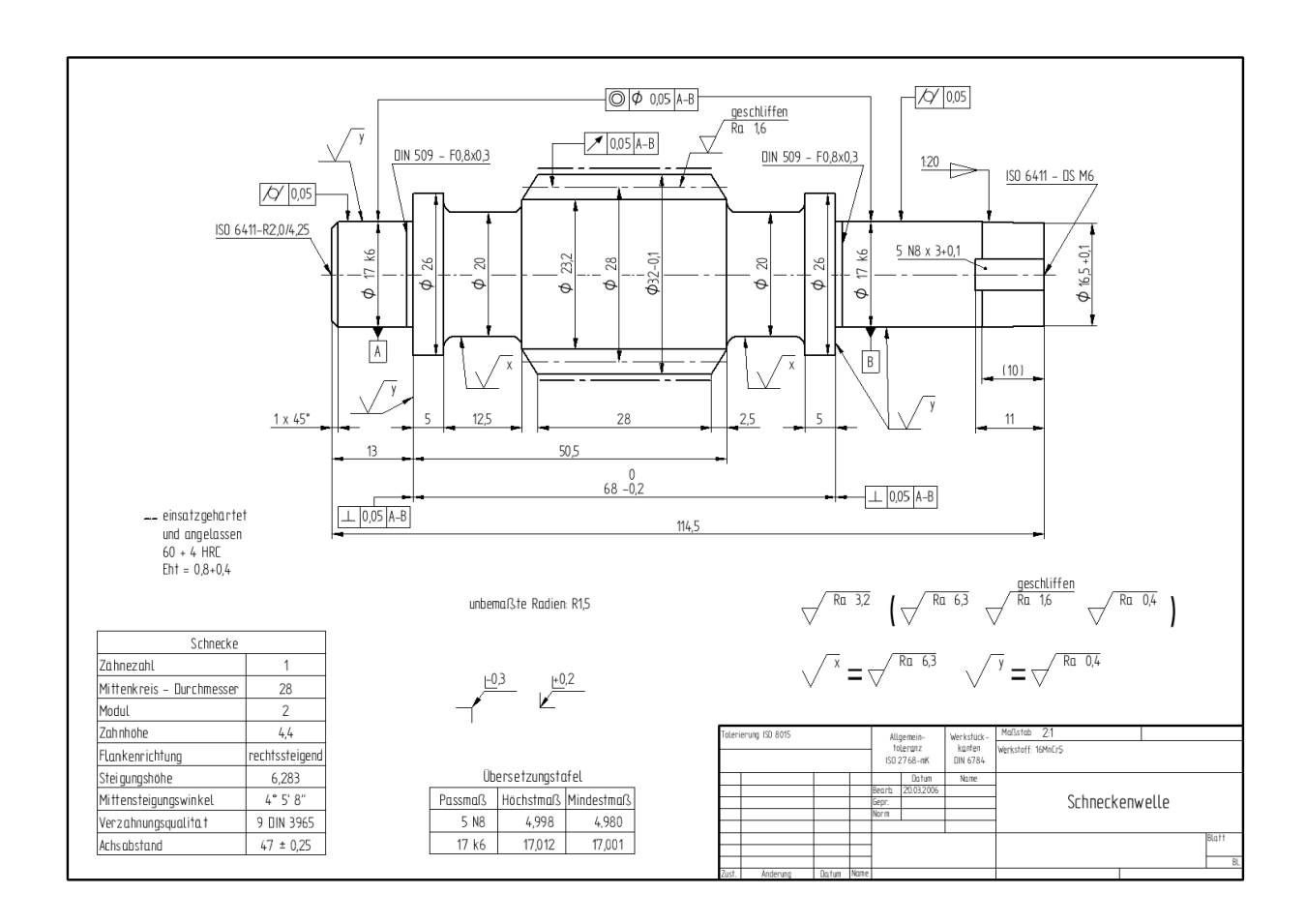
Technischer Plan

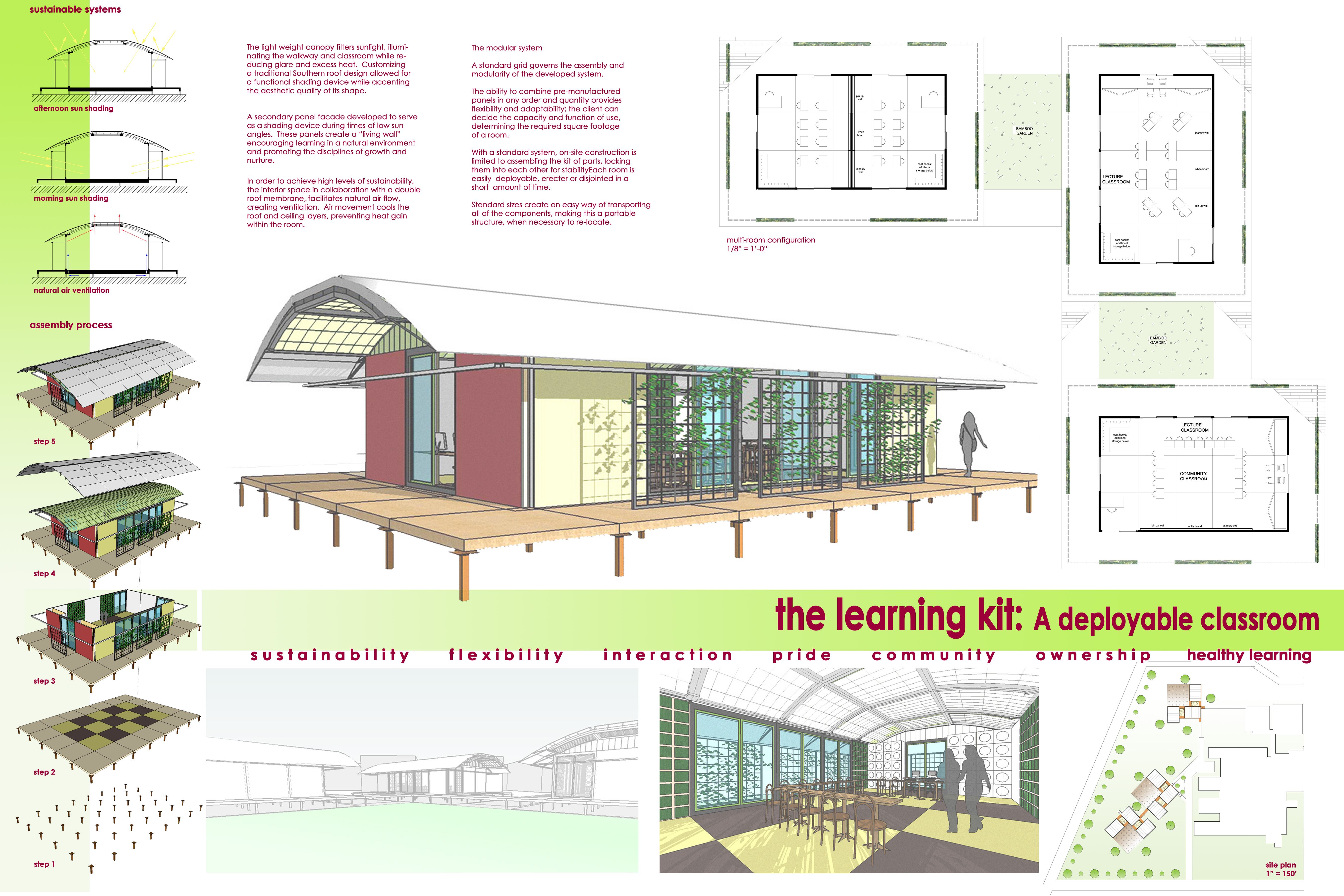
Plan in der Architektur

Als Plan bezeichnet man eine Zusammenstellung von Architekturzeichnungen oder Technischen Zeichnungen, die ein Projekt oder ein Detail möglichst umfassend erläutern – etwa für Maschinen- oder Gebäudeteile, technische Einbauten, Leitungen oder die Darstellung einzelner Räume. Typische Maßstäbe hierfür sind 1:10 (bei kleinen Elementen) bis 1:50 bei Gebäudeteilen. Hingegen hat ein Übersichtsplan, etwa der Bauplan eines ganzen Gebäudes, einen kleineren Maßstab, etwa 1:100.
Kartografische Pläne sind dagegen noch kleinmaßstäbigere Pläne – beispielsweise Gelände-, Stadt- oder Bebauungsplan.
Umgangssprachlich wird das Wort Plan auch synonym für den Begriff Grundriss gebraucht. Eine nicht maßstäbliche Darstellung wird Skizze genannt – z. B. die freihändige Darstellung eines Maschinen- bzw. Bauteils oder die grobe Lageskizze (Punktbeschreibung) eines Vermessungspunktes. 
Pläne bestehen aus einem Blatt Papier, oft in größeren DIN-Formaten. Ein Set von Plänen wird oft in einem einheitlichen Layout arrangiert. Weitere Bestandteile sind eine Fahne, das ist ein Beschriftungsfeld, das alle wesentlichen Projektangaben enthält, und ein Rahmen. In der Regel werden Pläne heute am Computer erstellt und dann ausgedruckt oder digital verschickt. Für die normgerechte Auslegung technischer Zeichnungen siehe Artikel Auslegung von Zeichnungen.
Ein  Plan ist prinzipiell eine verbindliche Ausführungsanweisung an die mit der Ausführung betraute Person (in der Regel Handwerker, z. B. Dreher, Poliere, Schaltschrankbauer, …).
Als gedrucktes Exemplar stellt ein Plan ein Dokument dar, das (wie jedes andere Dokument) gezeichnet (unterschrieben, beglaubigt) werden kann. Ein beiderseits (von ausführender und prüfender Seite gezeichneter, mit Unterschriftsdatum und – Ort versehener) Plan mit dem Vermerk „Aufmaß“ gilt z. B. als korrektes Aufmaß – auch ohne detaillierte Aufstellung der im Plan dargestellten Komponenten (Bauteile, Erschwernisse etc.) – und zwar auch, wenn sich Bauteile aus der Darstellung zwingend ergeben (ergibt sich aus der zwingenden zweidimensionalen Plandarstellung aus technischen Gründen und dem allgemeinen Vertrauensgrundsatz lt. ABGB).